# IDT WinChip

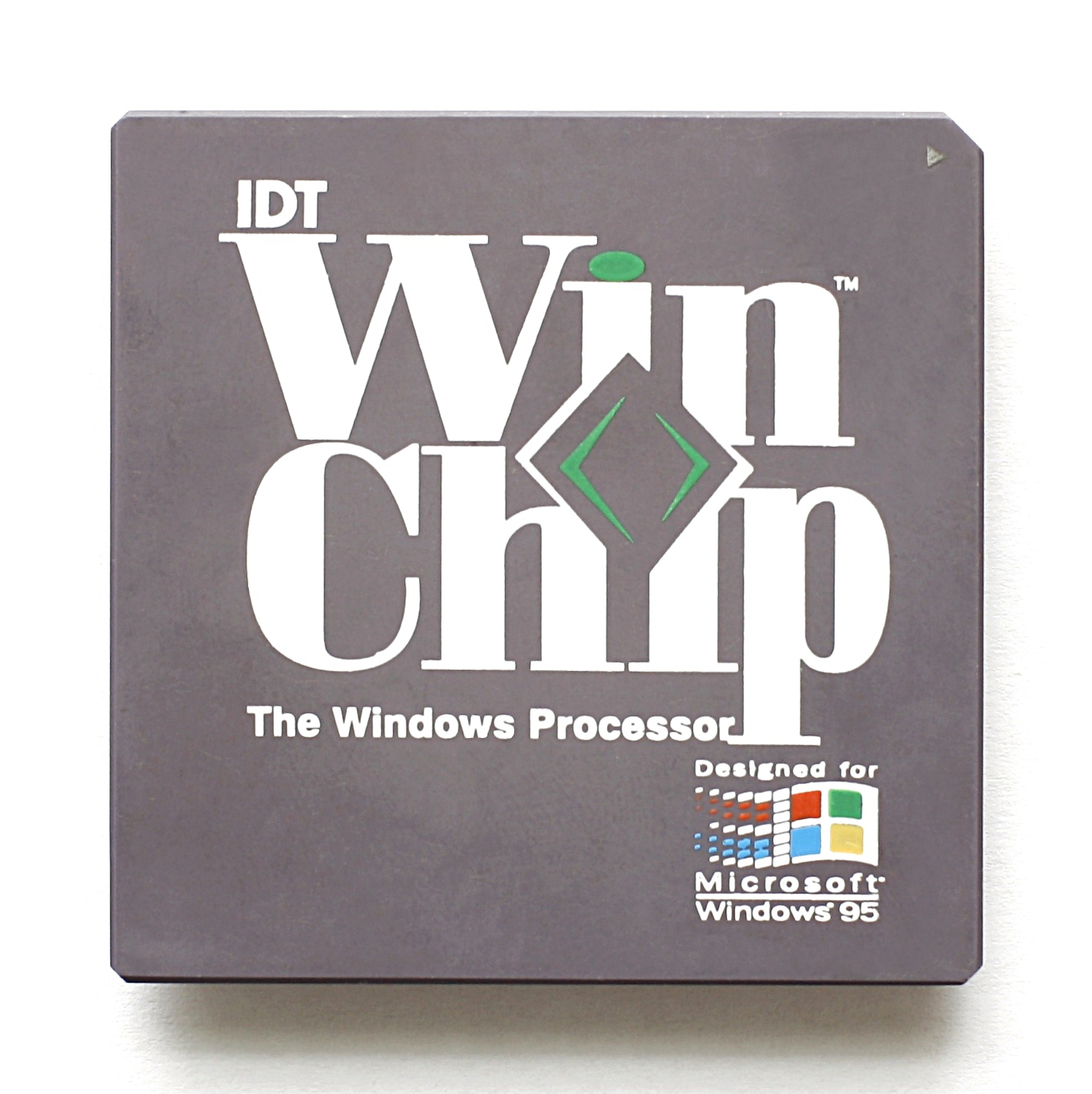
WinChip Marketing Sample

WinChip ist der Name einer Prozessorfamilie für den Sockel 7, die von Centaur Technology entwickelt und von IDT vermarktet wurde. Die CPUs wurden dabei mit dem Augenmerk auf möglichst günstige Produktionskosten entwickelt. Dazu musste die Die-Fläche möglichst klein sein, was zur Folge hatte, dass die Architektur sehr einfach gehalten werden musste. Die WinChip-CPUs waren deshalb nicht besonders schnell, hatten aber einen sehr niedrigen Stromverbrauch, geringe Wärmeentwicklung sowie kaum Fehler.
In Deutschland durften diese Prozessoren allerdings nicht unter dem international verwendeten Namen gehandelt werden, da sich diesen eine dritte Partei gesichert hatte und über eine Münchner Anwaltskanzlei ab Juni 1999 eine der ersten Massenabmahnungen des Internetzeitalters durchführte. IDT verkaufte die CPUs in Deutschland deshalb nur noch mit dem verkürzten Namen C6, W2 und W2A.

## Modelle

### WinChip C6
1997 wurde der IDT WinChip C6 auf den Markt gebracht. Der C6 hatte ein sehr einfaches Design und war im Großen und Ganzen nur ein erweiterter 80486. Viele Fortschritte der modernen CPU-Architekturen wie Out-of-order execution und Sprungvorhersage wurden bewusst weggelassen, um die Architektur möglichst einfach zu gestalten. Trotzdem war die CPU dank der MMX-Technik und dem sehr moderaten Stromverbrauch (trotz Single-Voltage war eine passive Kühlung bei 240 MHz problemlos möglich) eine Bereicherung für den Markt.
Die Ausführungsgeschwindigkeit war aber unterdurchschnittlich und im Ganzzahl-Bereich (integer) auf dem Niveau des Intel Pentium MMX, die Fließkomma-Leistung (FPU) war nicht konkurrenzfähig. Da die CPUs keine Mehrspannungsversorgung (Split Voltage Mainboards) benötigten, waren sie ohne größere Probleme in älteren Sockel 5-Hauptplatinen lauffähig und konnten so als relativ günstige Aufrüst-CPU benutzt werden.

### WinChip 2
1998 wurde dann als Nachfolger der IDT WinChip 2 (C6+) vorgestellt. Der WinChip 2 war ein verbesserter C6, u. a. wurde die Zahl der FPU- und MMX-Einheiten verdoppelt und eine Sprungvorhersage eingebaut. Diese Maßnahmen steigerten die Ausführungsgeschwindigkeit („performance“) spürbar, so dass der WinChip 2 wesentlich besser gegenüber den Konkurrenten bestehen konnte als noch der WinChip C6. Gegen den AMD K6-2 hatte man allerdings klar das Nachsehen, man positionierte den WinChip 2 deswegen als direkte Konkurrenz zum Cyrix 6x86MX und MII. Außerdem war der WinChip 2 die erste CPU nach dem AMD K6-2, die 3DNow beherrschte. Da eine bessere (kleinere) Fertigungstechnik benutzt wurde, konnte die CPU trotz der Verbesserungen genauso günstig produziert werden wie der Vorgänger. Auch der WinChip 2 eignete sich als Aufrüst-CPU für Sockel 5-Mainboards, da er immer noch keine „Split-Voltage“ benötigte.

### WinChip 2 A/B und 3
Vom WinChip 2 gab es die leicht modifizierten Versionen 2A und 2B, die jeweils nur kleinere Änderungen mitbrachten. So unterstützte der WinChip 2A einen FSB mit einem Takt von 100 MHz (Super Sockel 7) und zusätzlich nicht-ganzzahlige Multiplikatoren (x2,33 und x2,66), um Taktfrequenzen von 233 oder 266 MHz zu ermöglichen. Der WinChip 2B benötigte dann als erste Centaur-CPU Split-Voltage-Mainboards; ferner waren auch die Änderungen des WinChip 2A mit integriert.
Als nächste Evolutionsstufe stand 1999 der IDT WinChip 3 mit einem von 64 KB auf 128 KB vergrößerten L1-Cache an. Weitere Veränderungen der Architektur waren nicht vorgesehen.
Der WinChip 3 kam aber über den Prototypen-Status nicht hinaus, da Centaur Technology Mitte 1999 an VIA Technologies verkauft wurde. Statt des WinChips 3 wurde als nächste CPU der VIA Cyrix III auf den Markt gebracht.

## Modelldaten

### IDT WinChip C6
- L1-Cache: 32 + 32 KB (Daten + Instruktionen)
- MMX
- Sockel 7 (Sockel 5 problemlos möglich)
- Single-Voltage
- Besonderheiten: sehr einfache RISC-Architektur
- Front Side Bus: 60, 66 und 75 MHz
- Erscheinungsdatum: Oktober 1997
- Fertigungstechnik: 0,35 µm bei IBM und IDT
- Die-Größe: 88 mm² bei 5,4 Millionen Transistoren
- Taktraten: 180, 200, 225 und 240 MHz

### IDT WinChip 2

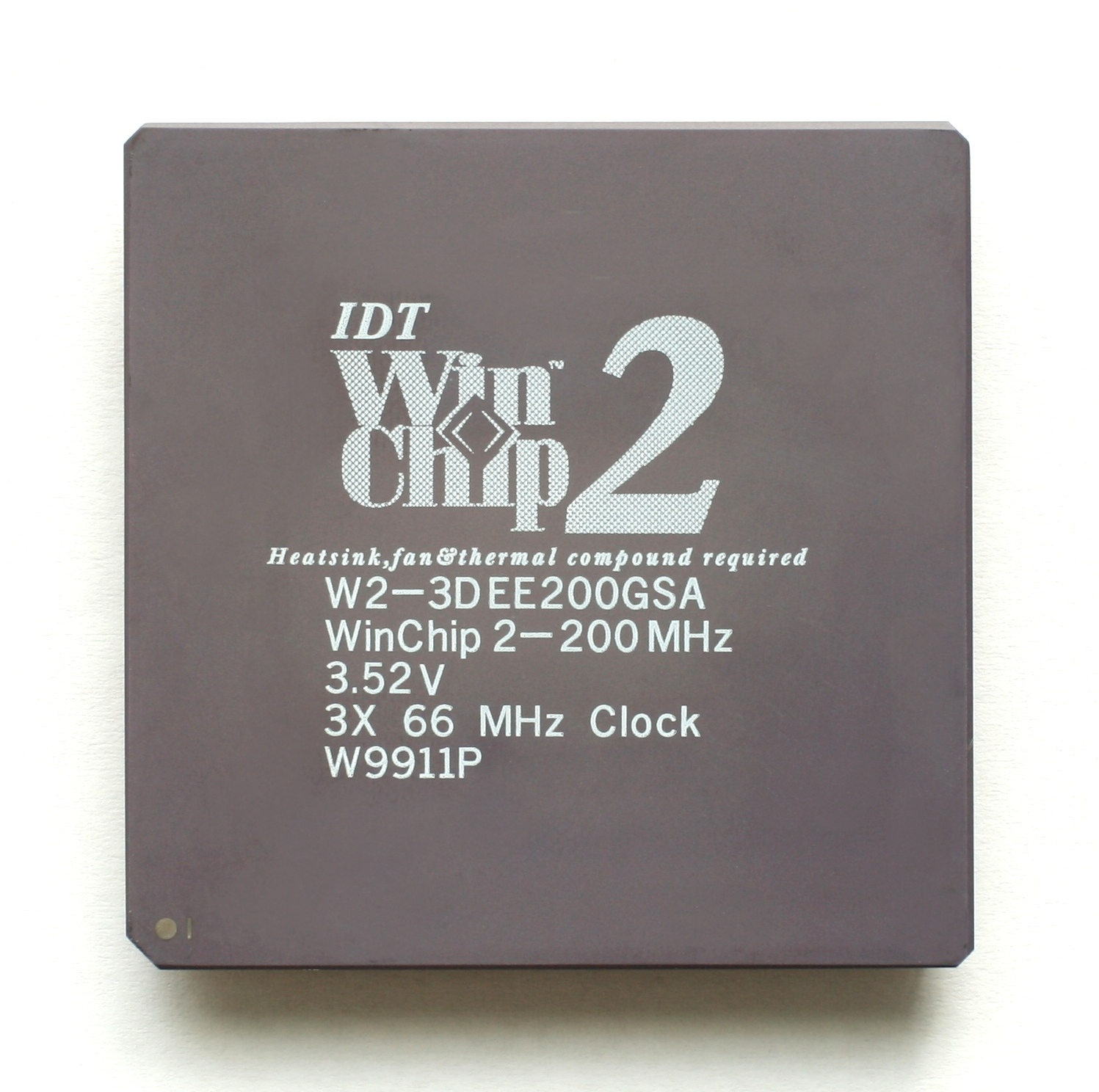
IDT Winchip 2

- Codename: W2, C6+
- L1-Cache: 32 + 32 KB (Daten + Instruktionen)
- MMX, 3DNow
- Sockel 7 (Sockel 5 problemlos möglich)
- Single-Voltage
- Besonderheiten: sehr einfache RISC-Architektur
- Front Side Bus: 60, 66 und 75 MHz
- Erscheinungsdatum: September 1998
- Fertigungstechnik: 0,35 µm (später 0,25 µm) bei IBM und IDT
- Die-Größe: 95 mm² (58 mm² bei 0,25 µm) bei 5,9 Millionen Transistoren
- Taktraten: 200, 225 und 240 MHz

### IDT WinChip 2A
- Codename: W2A
- L1-Cache: 32 + 32 KB (Daten + Instruktionen)
- MMX, 3DNow
- Super Sockel 7 (100 MHz FSB)
- Single-Voltage
- Besonderheiten: sehr einfache RISC-Architektur
- Front Side Bus: 66 und 100 MHz
- Erscheinungsdatum: März 1999
- Fertigungstechnik: 0,25 µm bei IBM und IDT
- Die-Größe: 58 mm² bei 5,9 Millionen Transistoren
- Taktraten:
  - PR200: 200 MHz
  - PR233: 233 MHz
  - PR300: 250 MHz

### IDT WinChip 2B

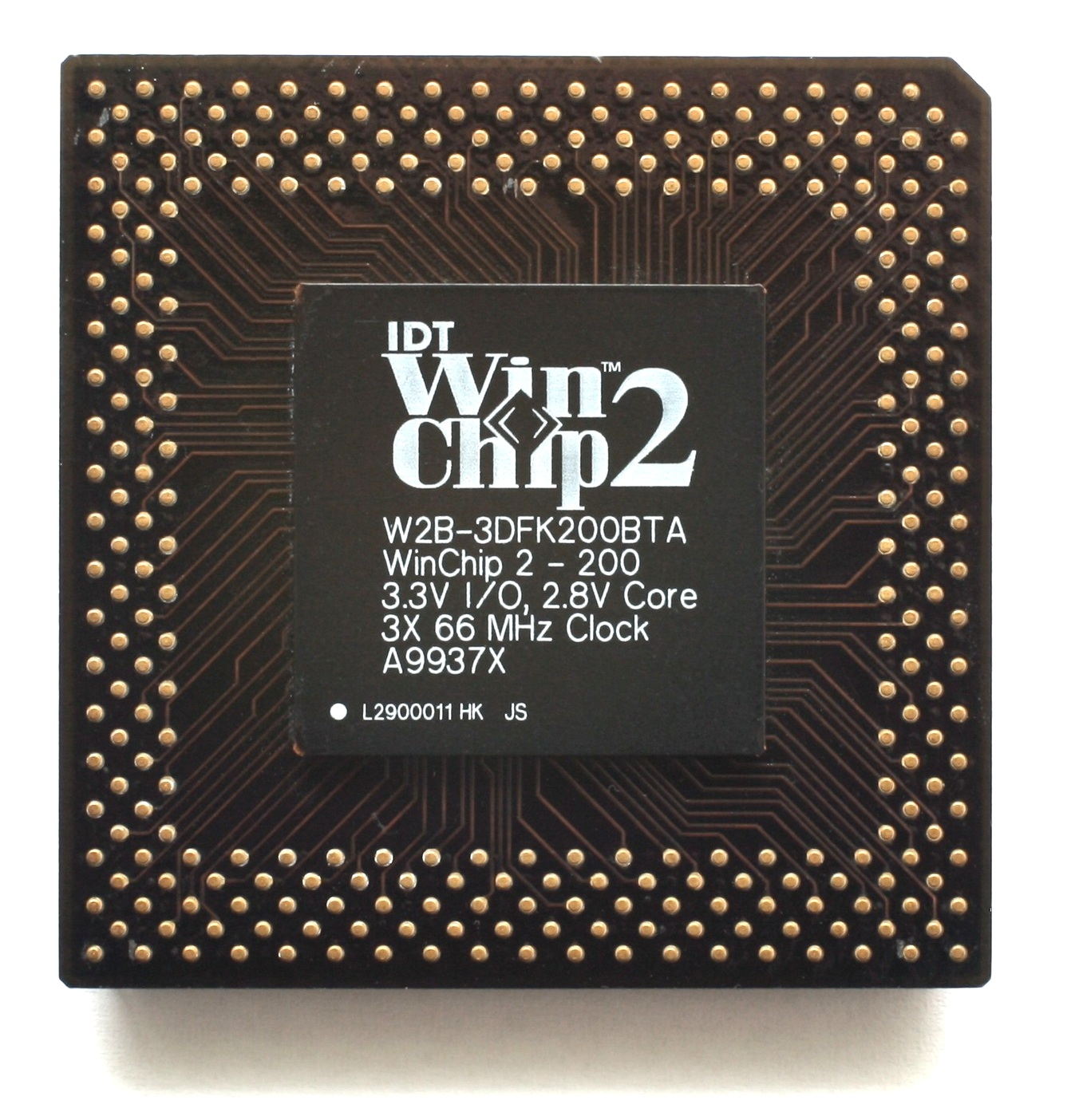
Winchip 2B (W2B).

- Codename: W2B
- L1-Cache: 32 + 32 KB (Daten + Instruktionen)
- MMX, 3DNow
- Super Sockel 7 (100 MHz FSB)
- Dual-Voltage
- Besonderheiten: sehr einfache RISC-Architektur
- Front Side Bus: 66 und 100 MHz
- Erscheinungsdatum: März 1999
- Fertigungstechnik: 0,25 µm bei IBM und IDT
- Die-Größe: 58 mm² bei 5,9 Millionen Transistoren
- Taktraten:
  - PR200: 200 MHz
  - PR233: 233 MHz
  - PR300: 250 MHz

### IDT WinChip 3
- Codename: W3
- L1-Cache: 64 + 64 KB (Daten + Instruktionen)
- MMX, 3DNow
- Super Sockel 7 (100 MHz FSB)
- Dual-Voltage
- Besonderheiten: sehr einfache RISC-Architektur
- Front Side Bus: 100 MHz
- Erscheinungsdatum: wegen Verkaufes an VIA Technologies nicht mehr erschienen
- Fertigungstechnik: 0,25 µm bei IBM und IDT
- Die-Größe: 75 mm² bei einer unbekannten Anzahl Transistoren
- Taktraten:
  - PR300: 250 MHz